# آشفورد، نیو ساوت ولز
آشفورد (به انگلیسی: Ashford) یک شهرک در استرالیا است که در نیو ساوت ولز واقع شده‌است.